# یوآسا، واکایاما
یوآسا، واکایاما (به لاتین: Yuasa, Wakayama) یک منطقهٔ مسکونی در ژاپن است که در استان واکایاما واقع شده‌است. یوآسا  ۱۵٬۰۲۰ نفر جمعیت دارد.